# 1974 ve fotografii
Tento článek obsahuje významné fotografické události v roce 1974.

## Události
- Judy Dater pořídila snímek Imogen and Twinka. (fotografie)

- V dubnu otevřel John Dieuzaide galerii Waterhouse (Château d'eau de Toulouse) v Toulouse.

- Rencontres d'Arles červenec–září

## Ocenění
- World Press Photo – Ovie Carter

- Prix Niépce – Pierre Michaud
- Prix Nadar – Gina Lollobrigida, Italia mia, ed. Groupe Flammarion, Italia Mia. Úvodní slovo: Alberto Moravia, Düsseldorf 1973.

- Zlatá medaile Roberta Capy – W. Eugene Smith, Camera 35
- Cena Ansela Adamse – Bruce Barnbaum
- Pulitzerova cena
  -  Pulitzer Prize for Spot News Photography – Anthony K. Roberts, fotograf na volné noze, Beverly Hills Kalifornie, za cyklus snímků „Fatal Hollywood Drama,“ na němž byl údajně zabit únosce.
  -  Pulitzer Prize for Feature Photography – Slava Veder, Associated Press, „za snímek Burst of Joy (fotografie), který ilustroval návrat vojáka amerického válečného zajatce ze Severního Vietnamu.“

- Cena Ericha Salomona – Magazín Epoca
- Cena za kulturu Německé fotografické společnosti – Erwin Fieger  a Willy Fleckhaus

## Narození v roce 1974

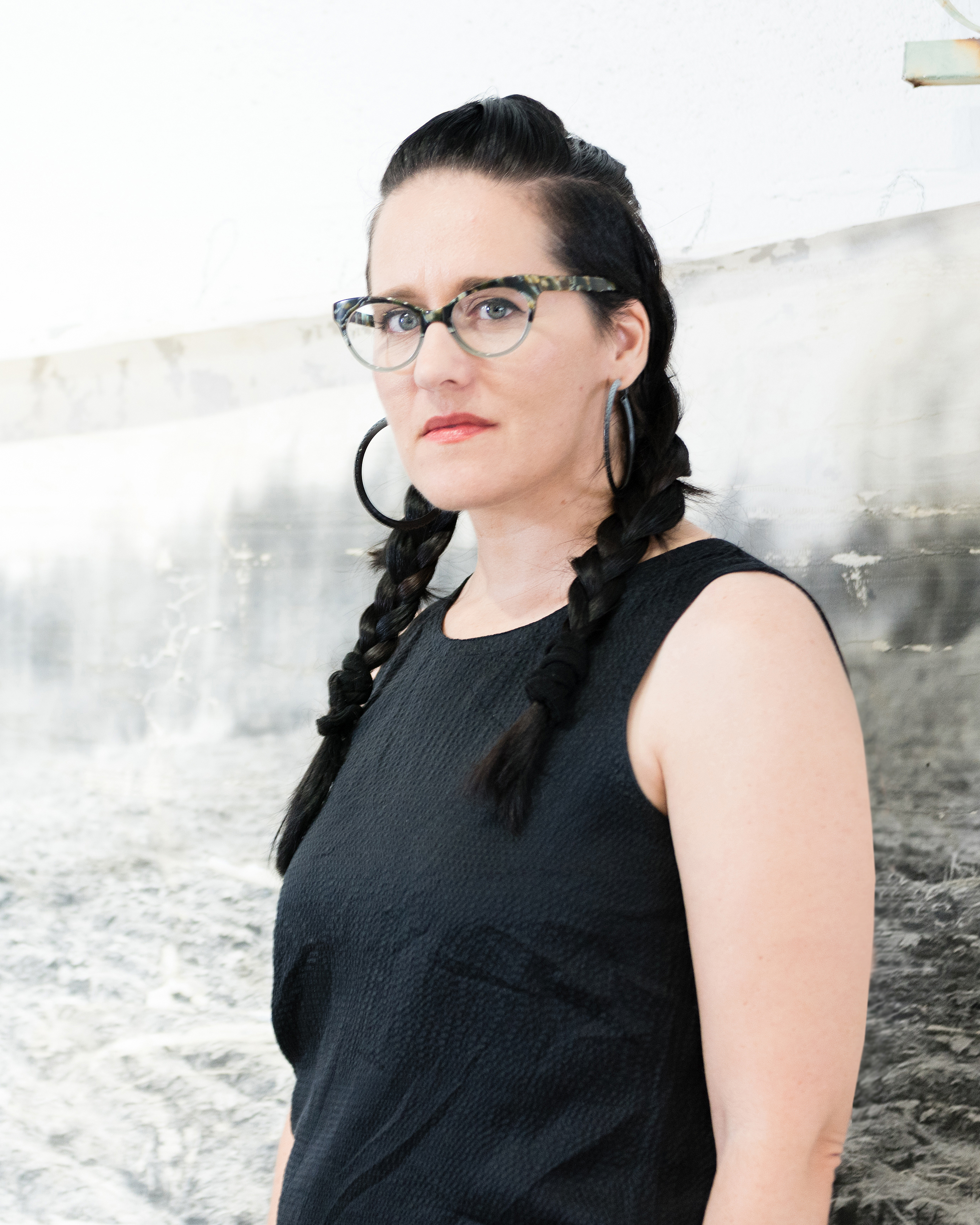
V tomto roce se narodila jihoafrická fotografka a umělkyně Anja Maraisová

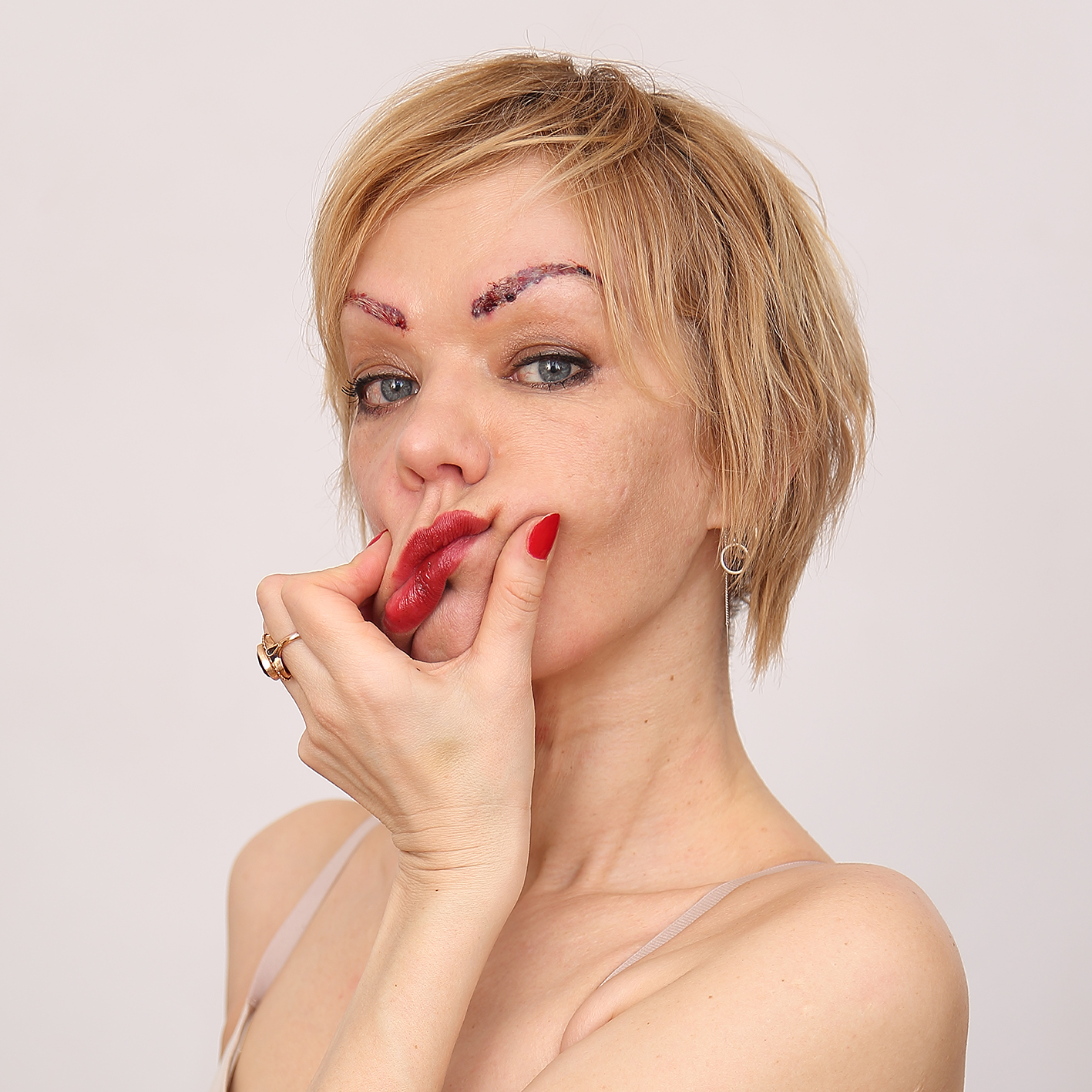
V květnu se narodila Agata Zbylutová, polská multimediální umělkyně, fotografka, kurátorka a pedagožka

- 1. ledna – Arja Hyytiäinen, finská fotografka
- 3. ledna – Tony Northrup, americký spisovatel, fotograf a video instruktor.
- 31. ledna – Sade Kahra, finská fotografka
- 5. února – Petr Fabian, český básník a fotograf
- 19. února – Vladimír Bárta, slovenský fotograf
- 25. února – Jiří Křenek, český fotograf
- 29. března – Miguel Gómez, kolumbijsko-americký fotograf a vizuální umělec se sídlem v New Yorku, nejznámější svou prací v oblasti výtvarné fotografie, portrétu, redakční a krajinářské fotografie
- 9. dubna – Dušan Swalens, český fotograf
- 15. května – Laurent Ballesta, francouzský fotograf, potápěč a biolog
- 27. května – Agata Zbylutová, polská výtvarná multimediální umělkyně, fotografka, kurátorka výstav, akademická pedagožka, přednášející na Akademii umění ve Štětíně a feministka
- 9. června – Peter Nižňanský, kanadský fotograf slovenského původu
- 22. června – Viktor Frešo, slovenský fotograf
- 1. července – Erle Kyllingmarková, norská fotografka, v roce 2009 natočila dokument „Život je zatraceně pěkný“, který byl o sebevraždě její matky
- 7. července – Eva Vermandel, belgická fotografka, fotografovala Island a Irsko
- 31. července – Tomáš Pospěch, český fotograf
- 1. srpna – Sascha Weidner, německý fotograf († 9. dubna 2015)
- 20. srpna – Petr Vilgus, český fotograf
- 22. srpna – Enrique Mori Julca, peruánský knihovník a výzkumník fotografie
- 31. srpna – Miklos Gaál, finsko-maďarský fotograf
- 13. září – Libuše Rudinská, česká filmová dokumentaristka, režisérka, producentka a fotografka
- 24. září – Alan Aubry, francouzský fotograf
- 12. listopadu – Patricia Faesslerová, švýcarská modelka a fotografka
- 20. listopadu – Tomáš Nosil, český fotograf
- 23. listopadu – Aleksandra Kaczkowska, polská hudební novinářka, televizní moderátorka, fotografka, kameramanka a grafička
- 8. prosince – Nick Zinner, americký fotograf
- 8. prosince – Ane Graffová, norská výtvarná umělkyně a fotografka, kombinuje řadu výzkumných disciplín, od feministického neomaterialismu po mikrobiologii a chemii, zpochybňuje konvenční a zdánlivě stabilní struktury a klasifikace založené na vědeckých a kulturních postupech
- 18. prosince – Barbora Krejčová, česká architektka, fotografka a členka dívčí umělecké skupiny Babis. Patří do generace mladých českých fotografek z počátku 21. století spolu s dalšími autorkami jako například Bára Prášilová, Dita Pepe, Kateřina Držková nebo Tereza Vlčková.
- 24. prosince – Damon Winter, americký fotograf, který se specializuje na dokumentární, novinářskou a cestovní fotografii
- ? – Aneta Grzeszykowska, polská multimediální umělkyně a fotografka, žije a pracuje ve Varšavě
- ? – Kinga Dunikowska, polská umělkyně, zabývající se kreslením, sochařským uměním, instalacemi, fotografií a výtvarným filmem
- ? – Jelena Filatova, ukrajinská fotografka, fotografovala Černobylskou oblast
- ? – Caroline Gibello, jihoafrická výtvarná fotografka přírody, v roce 2007 založila řetězec uměleckých galerií Galleria Gibello v Kapském Městě v Jižní Africe
- ? – Anja Maraisová, jihoafrická sochařka, fotografka a multidisciplinární umělkyně. Absolvovala rezidenční pobyty v Japonsku, Koreji, Rusku a na Floridě a samostatné a skupinové výstavy v Asii, Evropě a USA.
- ? – Aja Kida, japonská fotografka
- ? – Shane T. McCoy, americký reportážní a dokumentární fotograf federální policie United States Marshals Service
- ? – Joana Choumali, fotografka z Pobřeží slonoviny
- ? – Salif Traoré, malijský fotograf
- ? – Trevor Paglen, americký umělec a fotograf
- ? – Shirana Shahbazi, íránská fotografka, konceptuální fotografie, instalace
- ? – Dulce Pinzon, mexická fotografka, postavy oblečené jako superhrdinové
- ? – Fabrice Lachant, francouzský fotograf
- ? – Shadi Ghadirian, íránská portrétní fotografka
- ? – Marc Dozier, fotograf
- ? – Pep Bonet, fotograf
- ? – Sophie Langohr, fotograf
- ? – Jorge Camilo Valenzuela, fotograf
- ? – Ali Mahdavi, fotograf
- ? – Natalia Jaskula, polská fotografka působící ve Francii
- ? – Rafael Y. Herman, fotograf
- ? – Matthieu Alexandre, fotograf
- ? – Jacob Felländer, fotograf
- ? – Slava Mogutin, fotograf
- ? – David Sitbon, fotograf
- ? – Vanders, fotograf
- ? – Jacques Honvault, fotograf
- ? – Claire Renier, fotograf
- ? – Delphine Balley, fotograf
- ? – Éric Antoine, francouzský fotograf
- ? – Ekaterina Kruchkova, ruská fotografka
- ? – Sandrine Roudeix, fotografka
- ? – Fabrice Sabre, fotograf
- ? – Dario Albertini, fotograf
- ? – Taslima Akhter, bangladéšská fotografka
- ? – Margaux Bonhomme, fotograf
- ? – Isaac Cordal, fotograf
- ? – Laura Noble, anglická fotografka
- ? – Ed Alcock, fotograf
- ? – Jesper Just, fotograf
- ? – Samuel Bollendorff, fotograf

## Úmrtí v roce 1974
- 1. března – František Hák, fotograf (* 27. května 1886)
- 5. dubna – Virna Hafferová, americká fotografka, grafička, malířka, hudebnice a spisovatelka (* 1899)
- 26. dubna – Gladys Reevesová, kanadská fotografka (* 1890)
- 31. května – Ihei Kimura, japonský fotograf (* 12. prosince 1901)
- 27. června – Charles Fenno Jacobs, americký fotograf (* 14. prosince 1904)
- 7. července – Nancy Newhallová, americká kritička fotografie, nejznámější texty doprovázející fotografie Ansela Adamse a Edwarda Westona (* 9. května 1908)
- 20. října – Julien Bryan, americký fotograf, filmař a dokumentarista (* 23. května 1899)
- 14. listopadu – Marcel Lefrancq, belgický fotograf (* 9. října 1916)
- ? – Esther Langbergová, norská fotografka, první profesionální novinářka v Norsku, která se touto profesí živila (* 11. ledna 1893 – 2. července 1974)
- ? – Nicolae Ionescu, rumunský fotograf (* 1. listopadu 1903)
- ? – Salla Casset, senegalský fotograf (* 1910)
- ? – Minoru Sakata, japonský fotograf (* 1902)
- ? – Manšiči Sakamoto, japonský fotograf (* 1900)
- ? – Willy Kessels, fotograf (* ?)
- ? – Christian Elling, fotograf (* ?)
- ? – Peter Reijnders, fotograf (* ?)
- ? – Hans Hausamann, fotograf (* ?)
- ? – Eduardo Cativiela Pérez, fotograf (* ?)